# 神奈川県立綾瀬高等学校
神奈川県立綾瀬高等学校（かながわけんりつ あやせこうとうがっこう）は、神奈川県綾瀬市寺尾南一丁目に所在する公立の高等学校。略称は""綾高""(あやこう)。

## 設置学科
- 普通科

## 沿革
（沿革節の主要な出典は公式サイト）
- 1977年（昭和52年）4月 - 神奈川県立上溝南高等学校内に間借りして開校。校章制定。
- 1978年3月 - 現在地に移転。

## アクセス
出典 : 
| 乗車駅                 | 系統       | 下車停留所            | 運行事業者 |
| ---------------------- | ---------- | --------------------- | ---------- |
| 相鉄線さがみ野駅       | さ02・さ03 | 「観音入口」、徒歩1分 | ■神奈中    |
| 小田急江ノ島線長後駅   | 長24       | 「観音入口」、徒歩1分 | ■神奈中    |
| 小田急小田原線海老名駅 | 綾51       | 「綾瀬高校」、徒歩3分 | ■相鉄      |

## 著名な卒業生
- 橘川佳彦（綾瀬市長）
- 北野雄大（俳優）[3]
- はっしーはっぴー（お笑い芸人）